# Zoraida essingtonii
Zoraida essingtonii är en insektsart som först beskrevs av John Obadiah Westwood 1851.  Zoraida essingtonii ingår i släktet Zoraida och familjen Derbidae. Inga underarter finns listade i Catalogue of Life.